# La Sevillana
Maillots
L'Unión Deportiva Sevillana, plus couramment abrégé en La Sevillana, est un ancien club espagnol de football en 1938 et basé dans la ville de Tanger au Maroc. Le club disparait en 1956 après l'indépendance du Maroc.
Les fondateurs du club étaient des Espagnols originaires de la ville de Séville en Espagne.

## Histoire
Avant l'indépendance, la compétition de football au nord du Maroc était intense entre les équipes marocaines et espagnoles dans le cadre du championnat régional, qui était sous la direction de la ligue espagnole de football. Cette dernière était soutenu par la communauté espagnole. On peut citer notamment La Sevillana, FC Iberia, Tangerina, Club Atlético Tetuán et la grande équipe U.D. España.

### Le grand Hassan Akesbi
Hassan Akesbi est né le 1er mai 1935 à Tanger qui était à l’époque sous régime international. Il a commencé à taper le ballon depuis l’âge de huit ans, avec les enfants de son quartier et au bord des plages de Tanger, jusqu’en 1950, année au cours de laquelle il a intégré le club de Sevillana de Tanger qui était lié au club de deuxième division espagnole l’Union sportive espagnole de Tanger (U.D. España). Dès 1951, il était sollicité par des clubs espagnols, mais il a préféré rejoindre le FUS de Rabat, malgré la réticence des dirigeants de la Sevillana qui avaient refusé sa demande de mutation. Il a fallu attendre le déplacement jusqu’à Madrid de l’entraîneur du FUS, feu Ahmed Chahoud, soutenu par la « perle noire », Larbi Ben Barek, pour obtenir cette mutation.

## Galerie

Autre logo
Carte du protectorat espagnol au nord du Maroc
Drapeau du Maroc espagnol